# Бенедикт (Мэриленд)
Бенедикт (англ. Benedict) — невключённая территория и статистически обособленная местность в округе Чарльз, штат Мэриленд, США. На площади 0,6 км² (суша, водоёмов нет), согласно переписи 2010 года, проживают 261 человек. Плотность населения составляет 435 чел/км².
- Почтовый индекс — 20612
- GNIS-идентификатор — 583152[2]

В Бенедикте есть один или два ресторана и католическая церковь, которая мессу проводит на латыни.

## История
Во время англо-американской войны, 14 августа 1814, в Бенедикте высадилась английская армия и начала оттуда движение к Вашингтону и отвлекающий манёвр в сторону Балтимора
.
Во время Гражданской войны в США здесь находился лагерь Стэнтон — лагерь 7-го полка Мэриленда, в том же лагере 19 декабря 1863 года был сформирован Мэрилендский 19-й полк цветных войск США, состоявший из освобождённых рабов. В лагере была создана школа для чернокожих солдат, так как большинство рабов не имели никакого образования. Школой руководил Сэмюэль Чапман Армстронг
.